# Copenhagen Sprint
Der Copenhagen Sprint ist ein Eintagesrennen im Straßenradsport, das im Juni 2025 erstmalig ausgetragen wurde.
Der Start bei der Premiere im Rahmen der UCI WorldTour beziehungsweise der UCI Women’s WorldTour war in Roskilde. Das Frauenrennen fand einen Tag vor dem Männerrennen statt, wobei die Frauen bis zum Ziel in Kopenhagen 151 Kilometer absolvierten und die Männer 236 Kilometer. Am Ende der Strecke wurden mehrere Runden durch Kopenhagen gefahren.
Die erste Ausgabe wurde von der Niederländerin Lorena Wiebes beziehungsweise dem Belgier Jordi Meeus gewonnen.

## Palmarès

### Männer
| Jahr | Sieger      | Zweiter       | Dritter           |
| ---- | ----------- | ------------- | ----------------- |
| 2025 | Jordi Meeus | Alexis Renard | Émilien Jeannière |
| 2026 |             |               |                   |

### Frauen
| Jahr | Siegerin      | Zweite        | Dritte          |
| ---- | ------------- | ------------- | --------------- |
| 2025 | Lorena Wiebes | Elisa Balsamo | Chiara Consonni |